# Buslijn 17 (Gent)
Buslijn 17 is een buslijn in de Belgische stad Gent. Deze buslijn verbindt de eindhaltes Blaarmeersen en Drongen Station. Deze lijn doet hetzelfde traject als buslijn 18 alleen splitsen ze  aan de halte Rozenlaan. Lijn 17 rijdt vervolgens door richting Drongen Station met een variant via Drongen Sint-Gerolf. Voor de werknemers van Volvo Truck en Volvo Parts heeft deze lijn tijdens school- en schoolvakantiedagen enkele ritten richting Oostakker Volvo Truck. De belangrijkste haltes van deze route zijn: P+R Oostakker, Dampoort, Sint-Jacobs, Korenmarkt en Brugsepoort.

## Traject Lijn 17
Lijn 17P+R Oostakker → Korenmarkt → Drongen Station ↔ Drongen Station → Korenmarkt → P+R Oostakker heeft 55 haltes in totaal, dit in Oostakker, Sint-Amandsberg, Gent en Drongen.
1. Oostakker Volvo Truck
2. Oostakker Volvo Parts
3. Oostakker Vossenbergstraat
4. Oostakker Louise Derachestraat
5. Oostakker Wildebrake
6. Oostakker Teirlinckstraat
7. Sint-Amandsberg Achtenkouterstraat
8. Sint-Amandsberg P+R Oostakker
9. Sint-Amandsberg Oudebareelstraat
10. Sint-Amandsberg Beelbroekstraat (enkel richting P+R Oostakker)
11. Sint-Amandsberg Grammestraat (enkel richting P+R Oostakker)
12. Sint-Amandsberg Kabine Westveld
13. Sint-Amandsberg Schuurstraat
14. Sint-Amandsberg Vinkenlaan
15. Sint-Amandsberg Koerspleinstraat
16. Sint-Amandsberg Nachtegaaldreef
17. Sint-Amandsberg Jef Crickstraat
18. Gent Rozebroekstraat
19. Gent Schoolstraat
20. Gent Van Arenbergstraat
21. Gent Dampoort
22. Gent Veemarkt
23. Gent Eendrachtstraat
24. Gent Lousbergsbrug
25. Gent Puinstraat
26. Gent Van Eyckstraat
27. Gent Reep
28. Gent Sint-Jacobs
29. Gent Korenmarkt
30. Gent Poel
31. Gent Brugsepoort
32. Gent Weversstraat
33. Gent Ooievaarstraat
34. Gent Geitstraat
35. Gent Malemstraat
36. Drongen Brughuis
37. Drongen Halfweg
38. Drongen Watersportbaan
39. Drongen Koninginnelaan (enkel richting Drongen)
40. Drongen Rotonde
41. Drongen Steenhuisdreef
42. Drongen Drongenplein
43. Drongen Klaverdries
44. Drongen Congregatiestraat
45. Drongen Rozenlaan (splitsing Lijn 18)
46. Drongen Elshout
47. Drongen Bollewerkstraat
48. Drongen Halewijnkouter (enkel bediening door variant Sint-Gerolf)
49. Drongen Varendriesstraat (enkel bediening door variant Sint-Gerolf)
50. Drongen Varendrieskouter
51. Drongen Oude Wee
52. Drongen Schuiterstraat
53. Drongen Station
54. Drongen Lombaertdreef (enkel richting Drongen)
55. Drongen Heilighuisdreef